# ۱۲۲۴ (خورشیدی)
۱۲۲۴ هزار و دویست و بیست و چهارمین سال هجری خورشیدی است.